# Nautilocalyx roseus
Nautilocalyx roseus är en tvåhjärtbladig växtart som beskrevs av Feuillet. Nautilocalyx roseus ingår i släktet Nautilocalyx och familjen Gesneriaceae. Inga underarter finns listade i Catalogue of Life.